# Sint-Pieterskerk (Hulste)
De Sint-Pieterskerk is een katholieke kerk in Hulste gebouwd in neogotische stijl. De eerste kerk zou gebouwd zijn in 1063 in opdracht van de graaf van Vlaanderen, Robrecht de Fries. Hij zou dat gedaan hebben als bedanking voor een overwinning die hij behaalde op de dag die aan Sint Pieter gewijd is. Het kapittel van Harelbeke oefende het toezicht uit op deze kerk. De huidige kerk werd gebouwd door de Kortrijkse architect Jules Carette in 1904-1906. Binnen de kerk vinden we een barokorgel van het jaar 1736 terug.

## Geschiedenis
Volgens Despars' Cronycke van den lande en de graefscepe van Vlaenderen richtte Robrecht de Fries in 1063 de kerk van Hulste op. Eveneens in dat jaar stond bisschop Boudewijn van Noyon het altaar van Hulste af aan het kapittel van Harelbeke, dat het patronaatsrecht over de St.-Pieterskerk uitvoerde. De kerk was naar ontwerp oorspronkelijk romaans.
In de 17e eeuw raakte de kerk zwaar beschadigd. Echter, bleef het lang duren vooraleer de schade werd hersteld. Het bisdom Doornik wou destijds niet voor de kosten opdraaien. Voor een lange tijd was het dak kapot, hing de toren scheef, regende het door de kerk en waren bouwmaterialen rot. Het wordt wachten tot 1777 eeuw wanneer de Kortrijkse bouwmeester Judocus Steyt een grondige verbouwing uitvoert. De werken waren voltooid in 1778. Alleen het koor, het onderste deel van de toren en het deel vooraan de kerk (een raam) bleef bewaard. De kerk werd daarbij van oost naar west georiënteerd.
De toren werd echter pas in 1852 hersteld. Bij deze werken werd naar verluidt een vermolmde eikenhouten balk ontdekt met daarop de inscriptie "Robertus Frisius, graefe van Vlaenderen mi deed maecken in anno 1075." Rond 1900 was de kerk te klein geworden. Op 15 januari 1904 gaf koning Albert de toelating om de oude kerk af te breken en begon men met de bouw van de nieuwe in neogotische stijl. De nieuwe kerk werd in 1906 ingewijd.
De kerk is een mooi voorbeeld van neogotiek. Langs beide zijden van de kerk zien we schilderijen van de twaalf apostelen. Aan het begin van het schip is de Dag Des Oordeels geschilderd en boven het altaar zie je de Calvarieberg. De calvarie boven de vroegere communiebank is volledig in hout en werd geschonken door de burgemeester bij de inwijding van de kerk.
De twee oudste biechtstoelen vooraan de kerk komen uit de tweede kerk en dateren dan ook uit 1780. De kruisweg komt oorspronkelijk uit een kerk in Langemark die tijdens de Franse Revolutie afbrandde. De kruisweg kon gered worden. Hij kwam in 1906 na een ommeweg in Rumbeke in Hulste terecht.

## Orgel

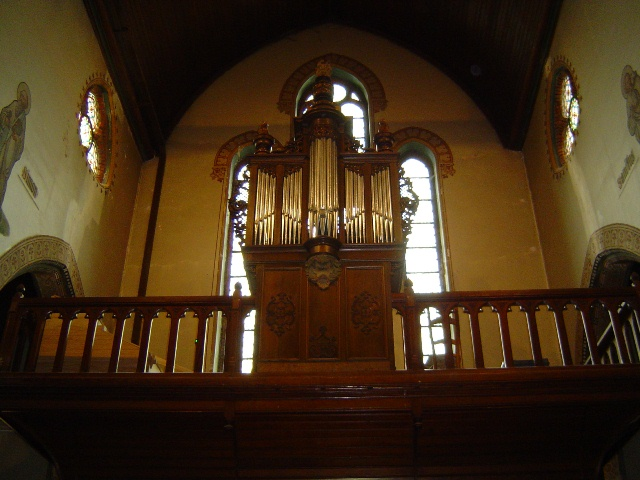
De orgel van de Sint-Pieterskerk dateert van 1736 en is gerestaureerd.

In de kerk staat op het doksaal een als monument geklasseerd oud orgel. Het orgel in de Sint-Pieterskerk van Hulste dateert van 1736 en stond opeenvolgend in drie kerkgebouwen: bijna een halve eeuw in de oudste, de Romaanse kerk (1075-1780), daarna een lange tijd in de tweede, ook Romaanse kerk (1780-1904) en nu in de derde, de neogotische kerk, voltooid in 1906.
Naast de gezegende leeftijd heeft het orgel van Hulste nog andere adelbrieven: het is gebouwd door de vermaarde orgelbouwer uit Frans-Vlaanderen: Corneille Cacheux.

### Het orgel geklasseerd
Op 4 februari 1976 verscheen in het Staatsblad de officiële bevestiging dat het orgel van de Sint-Pieterskerk van de toen nog zelfstandige gemeente Hulste geklasseerd werd. De bevoegde instanties hadden op 14 oktober hun handtekening geplaatst. Daardoor was het orgel beschermd als monument en mocht er niets omtrent gebeuren zonder toelating van de commissie. Precies omwille van dit beschermd orgel kreeg de kerk vloerverwarming. Want volgens de commissie is geblazen lucht dodend voor orgels. Op vrijdag 6 juni 1980 gaf wijlen Herman Roelstraete een orgelrecital op het geklasseerde orgel. Dit recital was geprogrammeerd in het kader van het Festival van Vlaanderen - 1980 - Kortrijk.

### De restauratie van het orgel
Na veel voorbereidend werk en opvolging van het dossier, niet in het minst van Frans Vandenberghe, schatbewaarder en gemandateerde van de kerkfabriek gaat de geschiedenis van het orgel verder.
Met de restauratie werd het weer in zijn oorspronkelijke toestand gebracht en hersteld van zijn kleine en grote gebreken uit zijn meer dan 250-jarig bestaan. Voor het "meubel" stond de orgelkast van het orgel van de kerk van Lozer voor model. In dit Oost-Vlaamse dorp is van het Cacheux-orgel alleen de kast en niet het orgel zelf bewaard gebleven. Op 3 juli 1995 kreeg Gabriël Loncke, orgeldeskundige, opdracht om de restauratiewerken te leiden en advies te geven. Op 14 april 2000 werden de werken effectief gestart met de ontmanteling en de overbrenging naar het atelier van J. Lapon te Diksmuide. De beëindigde werken aan de dorpskern en de verzakking van de westgevel van de kerk door de graafwerken, hebben ervoor gezorgd dat het gerestaureerde orgel niet kon worden teruggeplaatst. Nu prijkt het opnieuw op het doksaal. Het werd op 14 september 2007 opnieuw ingehuldigd, gevolgd door een recital.

### Beschrijving van het orgel
Het meubel is opgevat als een viervoetsballustradeorgel. Gemaakt in Henegouwse eik. Het front heeft dus symmetrisch opgesteld twee vakke velden met elk 5 pijpen, een toren met 7 pijpen in het midden en opnieuw 2 velden met elk 5 pijpen.
De hoogte van de pijpenvelden bedraagt 152 cm. Dat van de toren 180 cm en de totale breedte van het front 180 cm.